# II. Bahadir Giráj krími kán
II. Bahadir Giráj (krími tatár: II Bahadır Geray, ٢ بهادر كراى), (1722 – 1791) krími tatár kán az 1782-es felkelés idején, II. Devlet Giráj kán unokája.

## Élete
Bahadir Girájt 1777-ben a krími vazallus abházok vezetőjévé nevezték ki. 1781-ben öccse, Sahin Giráj kán a csediskuli (a Dnyeper bal partján élő) nogáj tatárok vezéréve (szeraszkirrá) tette. Az 1777 óta uralkodó oroszbarát Sahin radikálisan europizáló reformjaival maga ellen fordította a muzulmán tatárokat, ami 1781-ben általános felkeléshez vezetett. 1782 júliusára a lázadók az egész félszigetet hatalmukba kerítették. A kán elmenekült és a példáját nem követő tisztviselőit a lázadók megölték. A felkelés vezetői Bahadir és Arszlán öccse lettek és Bahadirt a tatár nemzetségek kánná választották. Ő volt a Krími Tatár Kánság utolsó független vezetője, mivel Sahin inkább csak orosz báb volt. Bahadir Arszlánt nevezte ki kalgává.
Az új krími kormányzat követeket küldött a szultánhoz és a cárnőhöz, hogy kérje elismerését. Törökország elismerte az új kánt, ám Szentpétervár katonai segítséggel sietett Sahin Giráj segítségére. Az Anton de Balmen és Alekszandr Szuvorov vezette orosz hadtestek 1782 novemberére teljesen leverték a krími felkelést. Bahadirt elfogták és Herszonban bebörtönözték, követői Törökországba menekültek. 1783-ban sikerült megszöknie és a Kaukázusba menekült. 1789-ben Törökországba költözött és ott élt Isztambul melletti birtokán 1791-es haláláig.

## Fordítás
Ez a szócikk részben vagy egészben  a(z)   Бахадыр II Герай című orosz Wikipédia-szócikk ezen változatának fordításán alapul.  Az eredeti cikk szerkesztőit annak laptörténete sorolja fel. Ez a jelzés csupán a megfogalmazás eredetét és a szerzői jogokat jelzi, nem szolgál a cikkben szereplő információk forrásmegjelöléseként.
| Előző uralkodó: Sahin Giráj | Krími kán 1782 | Következő uralkodó: Sahin Giráj |